# Grammy for bedste dance-indspilning
Grammy for Best Dance Recording er en amerikansk pris der uddeles af Recording Academy for årets bedste "Dance" udgivelse – album elelr single. Prisen går til kunstneren eller gruppen og til produceren. Prisen har været uddelt siden 1998. 

## Modtagere af Grammy for Best Dance Recording
- 2025: Justice og Tame Impala for "Neverender"
- 2024: Skrillex, Fred Again og Flowdan for “Rumble”
- 2023: Beyoncé for “Break My Soul”
- 2022: Rüfüs du Sol for “Alive”
- 2021: Kaytranada med Kali Uchis for "10%"
- 2020: The Chemical Brothers for "Got to Keep On"
- 2019: Silk City og Dua Lipa med Diplo og Mark Ronson for "Electricity"
- 2018: LCD Soundsystem for “Tonite”
- 2017: The Chainsmokers med Daya for "Don't Let Me Down"
- 2016: Jack Ü med Justin Bieber for “Where Are Ü Now"
- 2015: Clean Bandit med Jess Glynne for “Rather Be”
- 2014: Zedd med Foxes for “Clarity”
- 2013: Skrillex og Sirah for “Bangarang”
- 2012: Skrillex for “Scary Monsters and Nice Sprites”
- 2011: Rihanna for “Only Girl (In the World)”
- 2010: Lady GaGa for "Poker Face"

- 2009: Daft Punk for "Harder, Better, Faster, Stronger"
- 2008: Justin Timberlake for "LoveStoned/I Think She Knows"
- 2007: Justin Timberlake & Timbaland for "SexyBack"
- 2006: The Chemical Brothers med Q-Tip for "Galvanize"
- 2005: Britney Spears for "Toxic"
- 2004: Rob Davis, Cathy Dennis (teknik & producer) & Kylie Minogue for "Come Into My World"
- 2003: Dirty Vegas (producer & kunstner) for "Days Go By"
- 2002: Jimmy Jam & Terry Lewis (producer) & Janet Jackson (producer & kunstner) for "All For You"
- 2001: Michael Mangini, Steve Greenberg (producer & teknik) & Baha Men for "Who Let the Dogs Out?"
- 2000: Mark Taylor (producer & teknik), Brian Rawling (producer) & Cher for "Believe"

- 1999: William Orbit (producer) & Madonna (producer & kunstner) for "Ray of Light"
- 1998: Giorgio Moroder (producer & kunstner) & Donna Summer for "Carry On"